# Maciej Ciemniewski
Maciej Ciemniewski herbu Prawdzic – podczaszy chełmski w latach 1775–1793, podczaszy krasnostawski w latach 1772–1775, podstoli krasnostawski w latach 1758–1772, członek konfederacji radomskiej w 1767 roku.